# 괴산수력발전소
괴산수력발전소는 충청북도 괴산군 칠성면 사은리에 있는 한국수력원자력 주식회사의 수력발전소이다. 1957년 2월에 대한민국 기술진에 의해 달천에 준공된 이 수력발전소는 댐 길이 171m, 높이 28m, 폭 45m, 수심 16m, 유역 면적 671m2, 총저수량, 1,532만 9천m3이며, 발전기 1,300kW 2대로서 2,600kW의 발전을 하고 있다. 전력생산을 주로 하는 발전용 댐으로서 수자원공사 소속이 아닌 한국전력공사의 기업집단에 속한 한국수력원자력의 댐이다.